# Медведка (ракетный комплекс)
РПК-9 «Медве́дка» (по классификации НАТО — SS-N-29) — российский малогабаритный ракетный противолодочный комплекс с противолодочной ракетой 87Р оснащённой самонаводящейся торпедой в качестве боевой части. 
Предназначен для вооружения надводных кораблей водоизмещением от 350 тонн (в том числе кораблей на подводных крыльях), с целью поражения подводных лодок (после пуска ракеты и достижении ею заданной точки траектории, торпеда отделяется от ракеты и на парашюте опускается в воду; торпеда может поражать подводные цели на глубинах от 15 до 500 м.). Разработан комплекс в МИТ.

## История
Разработка комплекса начата в 1980-х годах в Московском институте теплотехники (МИТ) под руководством главного конструктора Николая Петровича Мазурова
Испытания «Медведки» велись на малом противолодочном корабле на подводных крыльях проекта 1141 «Александр Кунахович» на Чёрном море, в кормовую часть которого установили две счетверенные пусковые установки РПК-9 «Медведка». 
Летом 2000 года комплекс был демонтирован с корабля и размещён на берегу.

## Состав комплекса и конструкция
В состав комплекса РПК-9 «Медведка» входят:
- Противолодочные ракеты 87Р с боевой частью — торпедой МПТ-1У;
- Пусковая установка;
- Загрузочное устройство;
- Комплекс управления стрельбой;
- Учебно-тренировочные средства;
- Комплект ЗИП.

Твердотопливная ракета 87Р производимая серийно на Воткинском заводе, оснащена устройством обнуления тяги, позволяющим регулировать тягу в широких пределах обеспечивая отсутствие «мёртвых зон» при стрельбе на малые дистанции. Аэродинамическая устойчивость ракет в полёте обеспечивается принудительно раскрывающимися при выходе из пусковой установки стабилизаторами.
В качестве боевой части использована малогабаритная самонаводящаяся торпеда МПТ-1У(Э) калибра 324 мм разработки ЦНИИ «Гидроприбор», расположенная под обтекателем головной части. Для экспорта, возможно применение других типов торпед аналогичного класса в качестве БЧ (например, Mk-46)
Конструкция пусковой установки представляет собой выполненный из лёгкого сплава пакет стволов заключённый в общую обойму. Количество стволов варьируется от двух до четырех. Основание ПУ может выполняться неподвижным (для кораблей малого водоизмещения) и поворотным (для кораблей большого водоизмещения). Возможно размещение ПУ на береговой стартовой позиции. Разработана ПУ в московском КБ машиностроения Минсудпрома.
Комплекс управления стрельбой выпускаемый концерном «Гранит-Электрон» обеспечивает управление одиночной и залповой (до 4 ракет в залпе) стрельбой ракетами из двух четырехтрубных пусковых установок (установленных побортно) по подводным лодкам, минным и противолодочным заграждениям. Масса аппаратуры составляет около 1 т, время непрерывной работы — до 24 часов.

## Модификации
- «Медведка-2» — вариант комплекса, модернизированный в части обеспечения возможности размещения и старта ракет из вертикальных пусковых установок кораблей. В ракете вертикального пуска используется новый автономный отсек системы управления, в котором применены блок командных приборов, бортовой компьютер, рулевой привод и другие элементы из состава на других изделий, находящихся в данное время в серийном производстве. Старт ракеты производится по традиционной для МИТа «минометной» схеме с помощью порохового аккумулятора давления (ПАД) из транспортно-пускового контейнера, что уменьшает газодинамическое воздействие на конструкции корабля-носителя. После выхода из контейнера ракета совершает разворот в направлении на цель после чего включается маршевый ракетный двигатель и происходит управляемый полет к цели, по алгоритму, отработанному для комплекса «Медведка»[2]. Предполагается вооруженить данным комплексом строящиеся на Северной верфи фрегаты проекта 22350.

## ТТХ
- Дальность стрельбы:
  - Максимальная — 20,5 км
  - Минимальная — 1,6 км
- Глубина поражения цели: 16 — 500 м
- Масса ракеты: 800 кг
- Длина ракеты: 5,5 м
- Диаметр ракеты: 0,4 м
- Боевая часть: малогабаритная торпеда МПТ-1У(Э)
  - Масса торпеды: 256 кг
  - Калибр торпеды: 324 мм
  - Длина торпеды: 3,05 м
- Пусковая установка: подъёмная, с наклонным стартом
  - Количество стволов: 2 или 4
  - Внутренний диаметр ствола ПУ: 0,44 м
  - Привод разворота по азимуту: предусматривается проектом корабля
- Массово-габаритные характеристики 4-ствольной ПУ не имеющей разворота по азимуту:
  - Масса с 4 ракетами — 9200 кг
  - ДхШхВ (по-походному) — 5,8×1,9×2,4 м
- Время готовности к пуску: 15 с (без учёта времени наведения и с момента получения данных о цели при поданных напряжениях питания и при ускоренных методах стрельбы)
- Темп стрельбы в залпе: 6 с
- Количество ракет в залпе: до 4
- Условия боевого применения и эксплуатации:
  - Климатические условия — без ограничений
  - Волнение моря при стрельбе — до 6 баллов
  - Скорость хода корабля — во всём диапазоне скоростей корабля
- Личный состав:
  - Оператор комплекса управления стрельбой — 1 человек
  - Обслуживающий персонал — 2 человека